# Bill Kirby
William Ashley Kirby (Perth, 12 de septiembre de 1975) es un nadador australiano especializado en pruebas de estilo libre, donde consiguió ser campeón olímpico en 2000 en los 4 × 200 metros.

## Carrera deportiva
En los Juegos Olímpicos de Sídney 2000 ganó la medalla de oro en los relevos de 4 × 200 metros estilo libre, con un tiempo de 7:07.05 segundos que fue récord del mundo, por delante de Estados Unidos y Países Bajos (bronce). Al año siguiente, en el Campeonato Mundial de Natación de 2001 celebrado en Fukuoka volvió a ganar el oro en la misma prueba, esta vez con un tiempo de 7:04.66 segundos que volvía a batir el récord del mundo, por delante de Estados Unidos e Italia.